# Bařice
Bařice (německy Barschitz) jsou východní část obce Bařice-Velké Těšany v okrese Kroměříž. Bařice je také název katastrálního území o rozloze 3,27 km2.

## Název
Název vesnice byl přenesen původní označení jejích obyvatel Bařici. To pravděpodobně pocházelo od osobního jména Bara, domácké podoby jména Bartoloměj. V takovém případě místní jméno znamenalo "Barovi lidé". Není vyloučeno, že základem bylo obecné bara - "bažina" a místní jméno by pak znamenalo "lidé z bažiny".

## Historie
První písemná zmínka o vesnici pochází z roku 1220.
V letech 1869–1950 byla samostatnou obcí a od roku 1961 se vesnice stala sloučením dvou bývalých obcí Bařice a Velké Těšany součástí obce Bařice-Velké Těšany.

## Obyvatelstvo

### Struktura
Vývoj počtu obyvatel za celou obec i za jeho jednotlivé části uvádí tabulka níže, ve které se zobrazuje i příslušnost jednotlivých částí k obci či následné odtržení.
| Místní části   | Místní části | 1869 | 1880 | 1890 | 1900 | 1910 | 1921 | 1930 | 1950 | 1961 | 1970 | 1980 | 1991 | 2001 | 2011 | 2021 |
| -------------- | ------------ | ---- | ---- | ---- | ---- | ---- | ---- | ---- | ---- | ---- | ---- | ---- | ---- | ---- | ---- | ---- |
| Počet obyvatel | část Bařice  | 343  | 355  | 359  | 377  | 343  | 323  | 325  | 302  | 284  | 261  | 223  | 255  | 267  | 249  | 245  |
| Počet domů     | část Bařice  | 50   | 57   | 62   | 65   | 65   | 65   | 69   | 78   | 148  | 70   | 64   | 82   | 82   | 85   | 83   |